# Fakir du Vivier
Fakir du Vivier, född 1971 i Frankrike, död 1992 i Frankrike, var en fransk varmblodig travhäst. Han tränades och kördes av Pierre-Désiré Allaire.
Fakir du Vivier tävlade åren 1974–1979 och sprang in motsvarande 3,5 miljoner kronor på 78 starter varav 24 segrar, 5 andraplatser och 11 tredjeplatser. Han tog karriärens största segrar i Critérium des 3 ans (1974), Critérium des 4 ans (1975), Critérium Continental (1975), Prix de l'Étoile (1975), Gran Premio Freccia d'Europa (1975), Prix de Sélection (1975, 1976) och Prix René Ballière (1977). Han kom även på andraplats i Prix d'Amérique (1978), samt på tredjeplats (1979) och fjärdeplats (1977).
Efter tävlingskarriären var han framgångsrik som avelshingst. Han har lämnat efter sig stjärnor som Rainbow Runner (1983), Ukir de Jemma (1986), Vourasie (1987), Arnaqueur (1988) och Dahir de Prelong (1991). Han är även morfar till Victory Tilly (1995) och Bird Parker (2011) samt farfar till Coktail Jet (1990).